# Kościół reformowany w Devie
Kościół reformowany (rum. Biserica reformată) – protestancka świątynia znajdująca się w rumuńskim mieście Deva.

## Historia
Obecny kościół stoi na miejscu XIII-wiecznej, romańskiej świątyni, wzmiankowanej po raz pierwszy w 1332 roku. W XIV wieku została ona rozbudowana o gotyckie prezbiterium. Początkowo służyła prawosławnym, a następnie katolikom. Od 1545 była kościołem protestanckim. Budynek rozebrano w 1836 i rozpoczęto budowę nowej świątyni według projektu Jozsefa Szasza. Prace spowolnił pożar w 1836, Wiosna Ludów i powódź z 1851. Nawę ukończono w 1853, a wieżę 7 lat później. Ze względu na stan techniczny tego kościoła w 1899 zburzono nawę i wieżę, a prezbiterium rozebrano 8 lat później. Budowę obecnej świątyni rozpoczęto w 1908 według projektu Józsefa Istvána Dobovszkiego, 15 metrów od starego kościoła. 23 października 1910 konsekrowano ukończoną świątynię.

## Architektura i wyposażenie
Świątynia neoromańska, jednonawowa, z transeptem, wzniesiona z cegły. Fasada zawiera trzy wieże, przy czym dwie boczne, w których znajdują klatki schodowe prowadzące na emporę, są tej samej wysokości co nawa. Środkowa, najwyższa wieża, służy jako dzwonnica. Nawa jest sklepiona krzyżowo, a transept – kolebkowo. Ściany we wnętrzu udekorowane są motywami roślinnymi. W obu ramionach transeptu znajdują się empory. Na zachodniej ścianie prezbiterium znajduje się ambona z detalami neoromańskimi i neogotyckimi. We wnętrzu znajdują się również trzy nagrobki przeniesione z kościoła średniowiecznego. We wieży znajduje się dzwon o wadze 3600 kg, jeden z największych w okręgu.